# كالامبا
كالامبا (بالإنجليزية: Calamba, Laguna) هي مدينة في الفلبين، تتبع لاغونا، بلغ عدد سكانها 389٬377  نسمة، في 1 مايو 2010، تبلغ مساحتها 149٫50 كيلومتر مربع، رمزها البريدي هو 4027، و4028، و4029.

## معرض صور

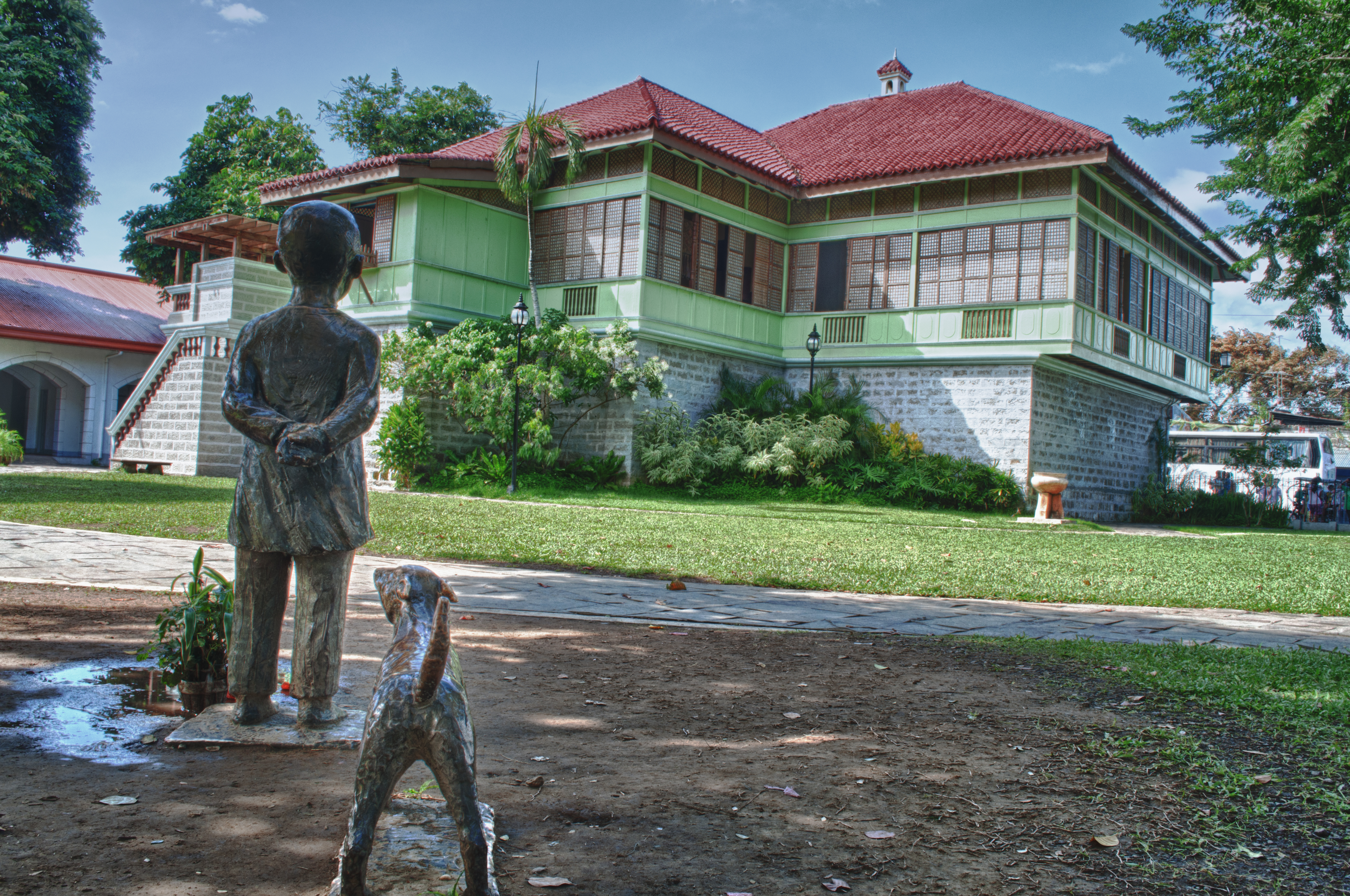
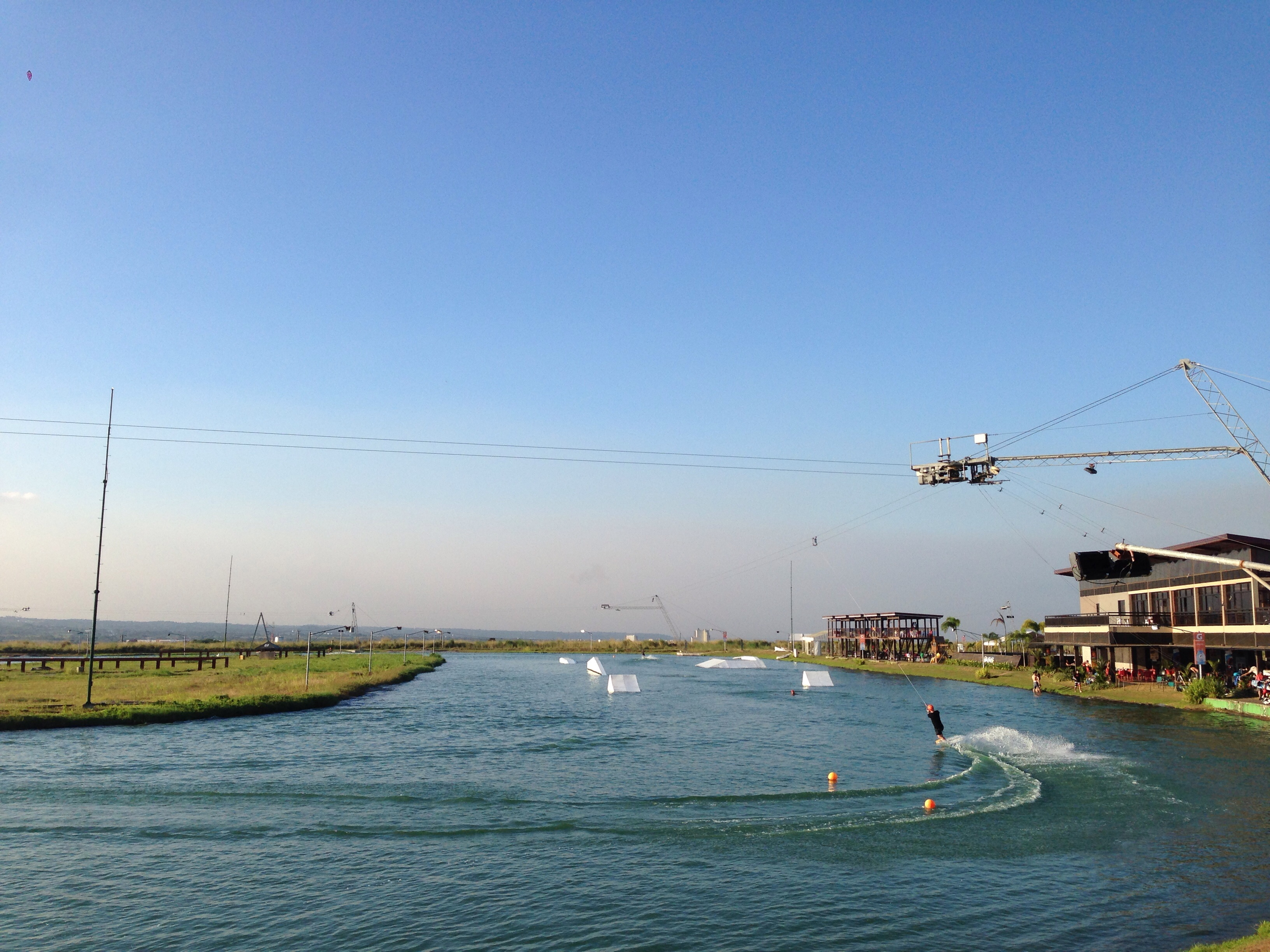
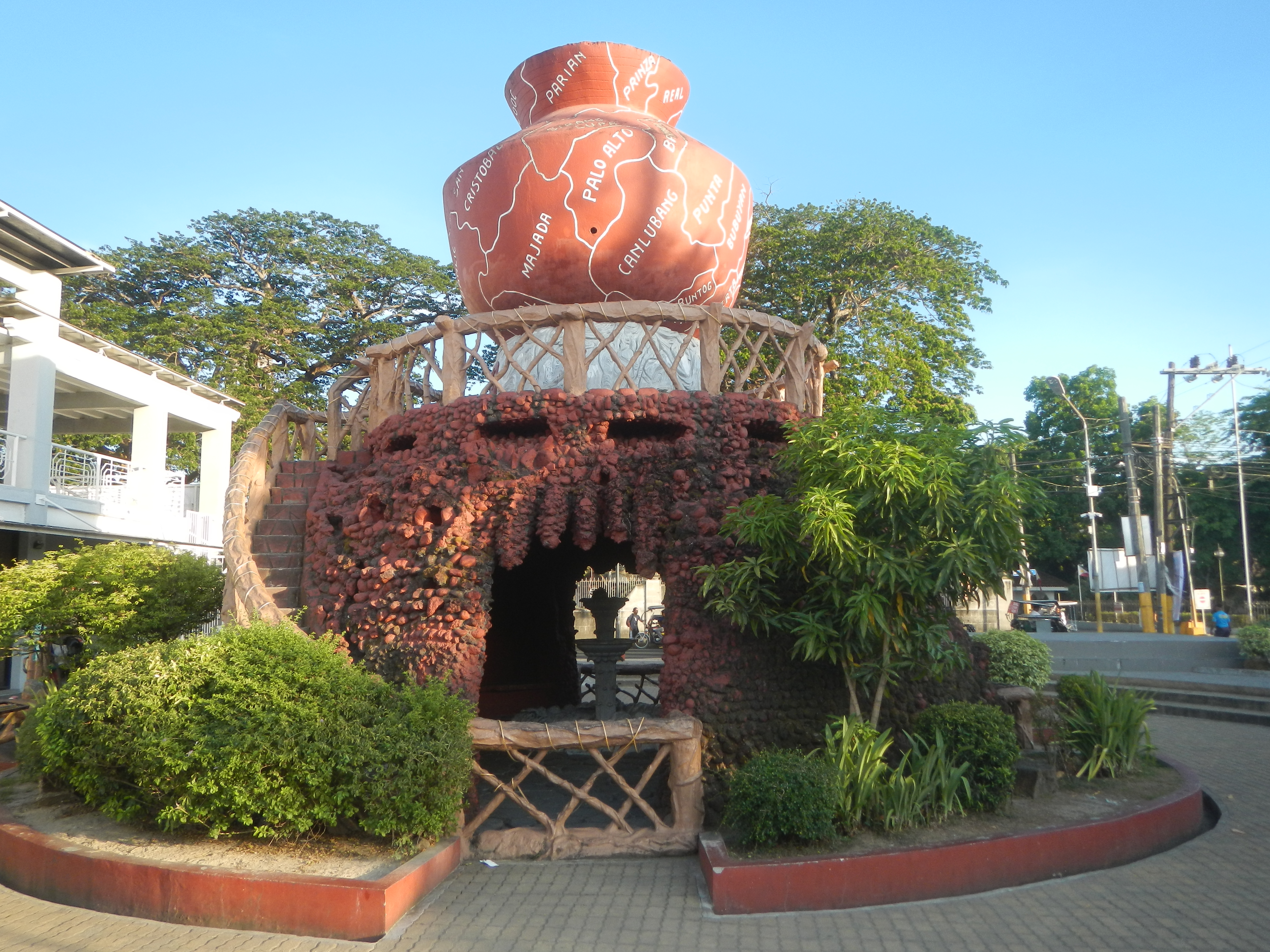
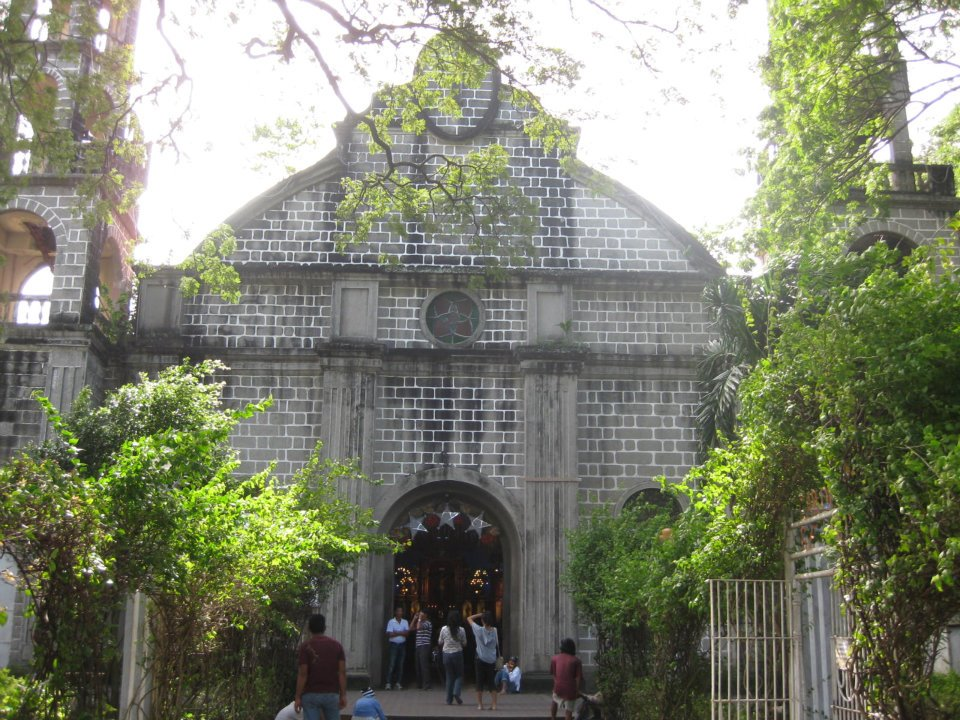
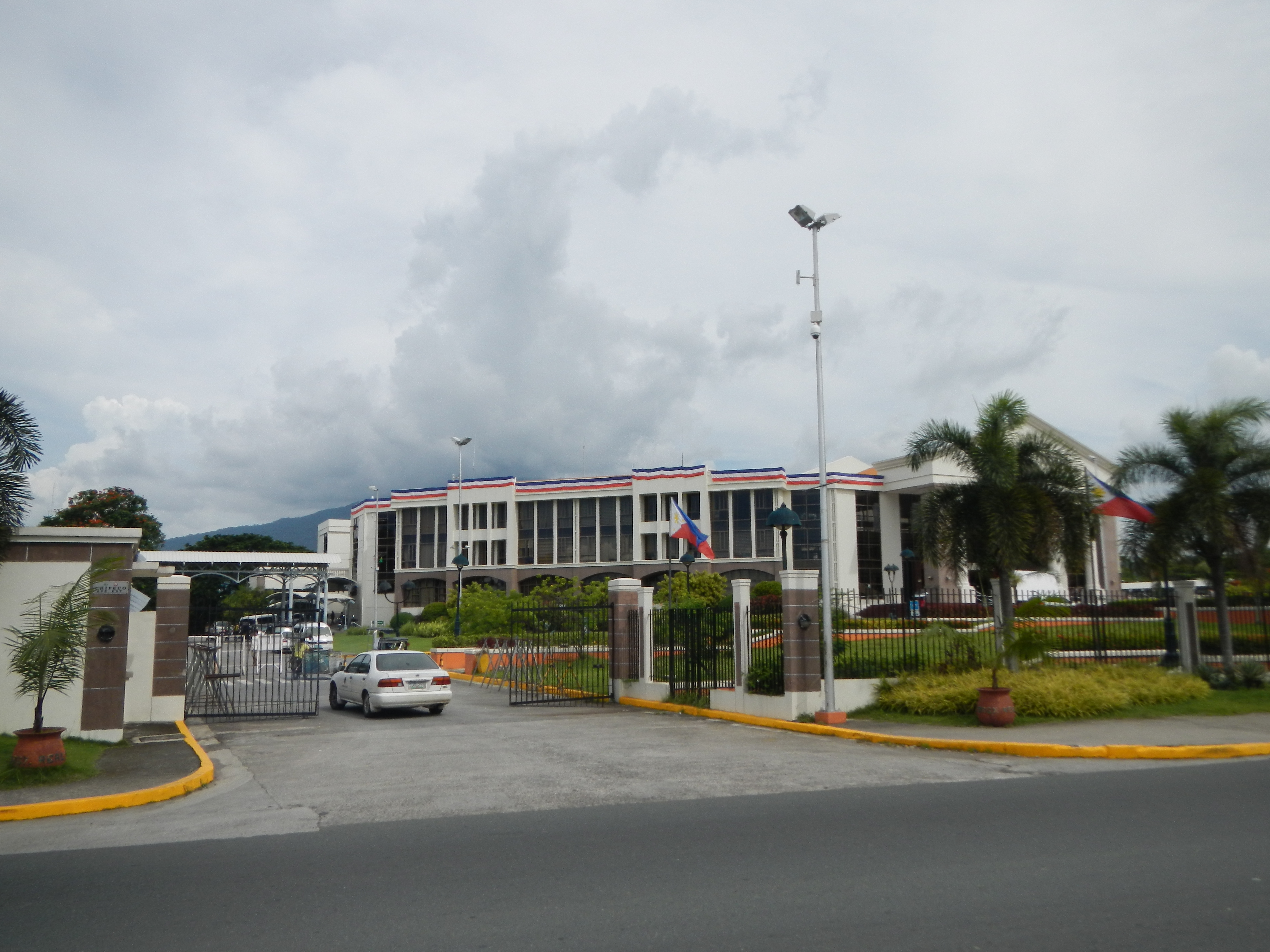

## الموقع
تشترك في الحدود مع:
- Silang, Cavite [الإنجليزية]‏
- تاناوان
- Talisay, Batangas [الإنجليزية]‏
- Santo Tomas, Batangas [الإنجليزية]‏
- Los Baños, Laguna [الإنجليزية]‏
- كابوياو
- تاجايتاى.

## مدن توأم
المدن التوأم:
- هايدلبرغ.

## التقسيمات الإدارية
- Canlubang [الإنجليزية]‏
- Kay-Anlog, Calamba [الإنجليزية]‏.

## أعلام
- فيسنتي ليم
- خوسيه ريزال